# Loricella dellangeloi
Loricella dellangeloi is een keverslakkensoort uit de familie van de Loricidae. De wetenschappelijke naam van de soort is voor het eerst geldig gepubliceerd in 2008 door Sirenko.